# 魁勝旦祈
魁勝 旦祈（かいしょう あさき、1995年1月28日 - ）は、愛知県西尾市出身で浅香山部屋（入門時は友綱部屋）所属の大相撲力士。本名は本多 旦祈（ほんだ あさき）。身長181.5cm、体重156.4kg。最高位は西十両2枚目（2021年11月場所）。

## 来歴
父親は日系ブラジル人二世である。幼少期から父親に柔道を習っており、愛産大三河高校3年次には愛知県の大会（国民体育大会少年の部最終選考会）の100kg級で2位になった経験を持ち、「三河のターミネーター」と呼ばれた。一方、入門前に相撲経験は無かったが、小学生時代に通った柔道の道場に通っていた後輩のいとこが宮城野部屋の元幕下宮乃花という縁から、小学6年次に角界への勧誘を受けた。父がブラジルのアマチュア相撲の経験者であるという縁もあった。この時点で、「お腹いっぱい食べられるのなら」と既に相撲への転向を決意しており、宮城野部屋所属の床山・床蜂を通じて同じ一門の15代浅香山（元大関・魁皇）を紹介された。本人は「魁皇さんの世話になるなら断れない」と覚悟した。
高校卒業後は、大学からの推薦入学の誘いを断って角界入りし、2013年3月場所で友綱部屋（関脇・魁輝）から初土俵。初土俵同期には遠藤、大翔鵬、貴源治らがいる。前相撲は一番出世。序ノ口に上がった翌5月場所から四股名を魁将に改めた。2014年2月1日に15代浅香山が独立し浅香山部屋を創設したため、同年3月場所以降は浅香山部屋所属になった。浅香山部屋移籍後は東関部屋へ出稽古に通うようになり、同部屋付きの16代振分（元小結・高見盛）から右四つの型の指導を受けるようになった縁から、2014年9月場所以降は16代振分の現役名から一字をもらった魁盛王に改名した。魁盛王に改名後は勝ち越しが続き、西序二段13枚目から6場所連続勝ち越しで一気に西幕下29枚目まで番付を上げたが、2015年9月場所で改名後初めて負け越した。2016年1月場所は右足首付近の遊離軟骨除去手術を受けたため全休（1不戦敗6休）。翌3月場所は怪我が完治していない中で三段目の土俵に強行出場して、1場所で幕下復帰を果たした。同年9月場所では西幕下18枚目まで番付を上げて自己最高位を更新したが、翌11月場所は7戦全敗を喫するなど、幕下の壁に跳ね返されるようになった。三段目に番付を下げていた2018年1月場所から、父親の名前から1字を貰って魁勝と改名すると、この場所は7戦全勝で三段目優勝。幕下の壁に当たっていた頃は左四つを試すなどして状況の打開を図っていたが、結局元の右四つに戻したら幕下上位に定着できるようになった。2019年7月場所は、西幕下4枚目の地位で14日目に初めての十両戦となった荒鷲との取組に勝って勝ち越しを果たす。場所後の番付編成会議により、翌9月場所での新十両昇進が決定し、浅香山部屋初の関取になった。愛知県からは2014年11月場所の出羽疾風以来戦後26人目の新十両。師匠の15代浅香山は番付編成の際に「魁勝は、若元春に負けています」と、むしろ自分の弟子よりも他の部屋の力士が十両昇進にふさわしいとして進言したというが、「入れ替え戦」の結果など総合的に判断して魁勝が昇進にふさわしいと判断された。昇進が決定した日は15代浅香山の誕生日で、丁度良いタイミングでの師匠への誕生日プレゼントとなった。魁勝は関取昇進までに2度引退を決意していたがその度に慰留され「絶対に続けていれば、いいことがあるから」という言葉を信じて相撲を取り続けたという。昇進の際に本人は「番付が上がらなかったり、全敗したり…。でも辞めないでよかった」と語っている。その9月場所は12日目に勝ち越しを確定させ、勝ち越しに際して「とりあえず自分らしい相撲を、右四つで下からどんどん前に出る相撲をとりたいです」と抱負を語った。しかし残りの3番全てで黒星を喫し、8勝7敗で場所を終えた。9場所ぶりの十両の土俵となった2021年7月場所は中日の阿炎戦で勝利し、阿炎が出場停止解除後に記録していた連勝を21でストップさせた。
2022年に入り、初場所こそ勝ち越したものの、3月場所以降6場所連続の負け越しで、西十両13枚目で迎えた2023年1月場所は5勝10敗と大きく負け越し、3月場所は幕下陥落となった。西幕下9枚目まで番付を下げた5月場所で4勝3敗の成績を残し、8場所ぶりの勝ち越し。

## 人物
- 協会公式プロフィールによると、好きなYouTuberは東海オンエア、なつめさんち、好物はステーキとリンゴ、趣味は筋力トレーニング、好きな歌手はWANIMAと風男塾、好きな映画は男はつらいよ[17]。

## 主な成績
2025年7月場所終了現在

### 通算成績
- 通算成績：301勝283敗23休（74場所）

### 各段優勝
三段目優勝：1回（2018年1月場所）

### 場所別成績
| | 一月場所 初場所（東京）   | 三月場所 春場所（大阪） | 五月場所 夏場所（東京） | 七月場所 名古屋場所（愛知） | 九月場所 秋場所（東京） | 十一月場所 九州場所（福岡） |
| --- | ------------------------- | ----------------------- | ----------------------- | --------------------------- | ----------------------- | --------------------------- |
| 2013年 （平成25年） | x                         | （前相撲）              | 西序ノ口6枚目 4–3       | 東序二段65枚目 3–4          | 西序二段82枚目 6–1      | 西序二段10枚目 休場 0–0–7   |
| 2014年 （平成26年） | 西序二段80枚目 休場 0–0–7 | 西序ノ口11枚目 4–3      | 東序二段65枚目 6–1      | 西三段目92枚目 3–4          | 西序二段13枚目 6–1      | 西三段目51枚目 5–2          |
| 2015年 （平成27年） | 西三段目22枚目 5–2        | 東三段目7枚目 4–3       | 西幕下56枚目 4–3        | 東幕下46枚目 5–2            | 西幕下29枚目 2–5        | 西幕下47枚目 4–3            |
| 2016年 （平成28年） | 東幕下38枚目 休場 0–1–6   | 西三段目18枚目 5–2      | 西幕下56枚目 6–1        | 西幕下24枚目 4–3            | 西幕下18枚目 2–5        | 東幕下31枚目 0–7            |
| 2017年 （平成29年） | 西三段目6枚目 5–2         | 西幕下46枚目 5–2        | 西幕下35枚目 2–5        | 西幕下55枚目 5–2            | 東幕下36枚目 2–5        | 東幕下56枚目 3–4            |
| 2018年 （平成30年） | 西三段目8枚目 優勝 7–0    | 西幕下12枚目 2–5        | 西幕下26枚目 2–5        | 東幕下42枚目 4–3            | 東幕下34枚目 6–1        | 西幕下13枚目 5–2            |
| 2019年 （平成31年 /令和元年） | 東幕下7枚目 4–3           | 東幕下4枚目 3–4         | 西幕下7枚目 4–3         | 西幕下4枚目 4–3             | 西十両14枚目 8–7        | 東十両11枚目 5–10           |
| 2020年 （令和2年） | 東幕下筆頭 2–5            | 東幕下9枚目 4–3         | 感染症拡大 により中止   | 東幕下6枚目 5–2             | 東幕下3枚目 3–4         | 東幕下7枚目 2–5             |
| 2021年 （令和3年） | 西幕下13枚目 5–2          | 西幕下7枚目 5–2         | 西幕下2枚目 6–1         | 東十両13枚目 11–4           | 西十両4枚目 8–7         | 西十両2枚目 5–10            |
| 2022年 （令和4年） | 東十両5枚目 8–7           | 西十両4枚目 5–10        | 東十両9枚目 7–8         | 東十両9枚目 5–7–3           | 西十両9枚目 7–8         | 西十両10枚目 5–10           |
| 2023年 （令和5年） | 西十両13枚目 5–10         | 西幕下4枚目 3–4         | 西幕下9枚目 4–3         | 西幕下6枚目 4–3             | 東幕下3枚目 2–5         | 東幕下10枚目 1–6            |
| 2024年 （令和6年） | 東幕下29枚目 4–3          | 西幕下23枚目 5–2        | 西幕下14枚目 4–3        | 西幕下9枚目 4–3             | 西幕下6枚目 4–3         | 西幕下3枚目 2–5             |
| 2025年 （令和7年） | 西幕下15枚目 5–2          | 西幕下8枚目 2–5         | 東幕下22枚目 3–4        | 東幕下28枚目 3–4            | x                       | x                           |
| 各欄の数字は、「勝ち-負け-休場」を示す。 優勝 引退 休場 十両 幕下 三賞：敢=敢闘賞、殊=殊勲賞、技=技能賞 その他：★=金星 番付階級：幕内 - 十両 - 幕下 - 三段目 - 序二段 - 序ノ口 幕内序列：横綱 - 大関 - 関脇 - 小結 - 前頭（「#数字」は各位内の序列） |                           |                         |                         |                             |                         |                             |

## 改名歴
- 本多 旦祈（ほんだ あさき）：2013年3月場所
- 魁将 旦祈（かいしょう あさき）：2013年5月場所 - 2014年7月場所
- 魁盛王 旦祈（かいせいおう あさき）：2014年9月場所 - 2017年11月場所
- 魁勝 旦祈（かいしょう あさき）：2018年1月場所 -